# Papirus Berlin 17213
Papirus Berlin 17213 – rękopis napisany w języku greckim, zawierający fragment Septuaginty pochodzący z III wieku n.e. Manuskrypt ten został spisany na papirusie w formie kodeksu. P. Berlin 17213 zawiera fragmenty Księgi Rodzaju 19, 11–13, 17–19. Fragment ten jest oznaczany również numerem 995 na liście rękopisów Septuaginty według klasyfikacji Alfreda Rahlfsa.
Rękopis ten został opublikowany przez K. Treu, Neue Berliner Septuagintafragmente, APF 20, 1970, str. 46, 47.
Obecnie jest przechowywany w Ägyptisches Museum w Berlinie (P. 17213).